# Slättbergshallen
Slättbergshallen är en sportanläggning i Trollhättan i Sverige, invigd den 14 november 2009. Anläggningen består av skridsko- och bandyhall,  A-hallen, med plats för runt 4000 åskådare samt 2 hallar för ishockey (B- och C-hall). A-hallen ersatte då Slättbergsbanan som hemmaarena för bandyklubben Gripen Trollhättan BK och hastighetsskridskoåkningsklubben SK Trollhättan. Ishall B har läktarkapacitet och är hemmaplan för ishockeyklubben Trollhättan Goblins och Trollhättan konståkningsförening, medan ishall C fungerar som träningshall.
Det historiska första målet i hallen gjordes av Alexander Mayborn som då spelade i Gripen, när han gjorde 1-0 mot Boltic Göta den 14 november 2009.